# Französischer Friedhof (Hanau)
Der Französische Friedhof in Hanau ist ein nur noch in Resten erhaltener historischer Friedhof.

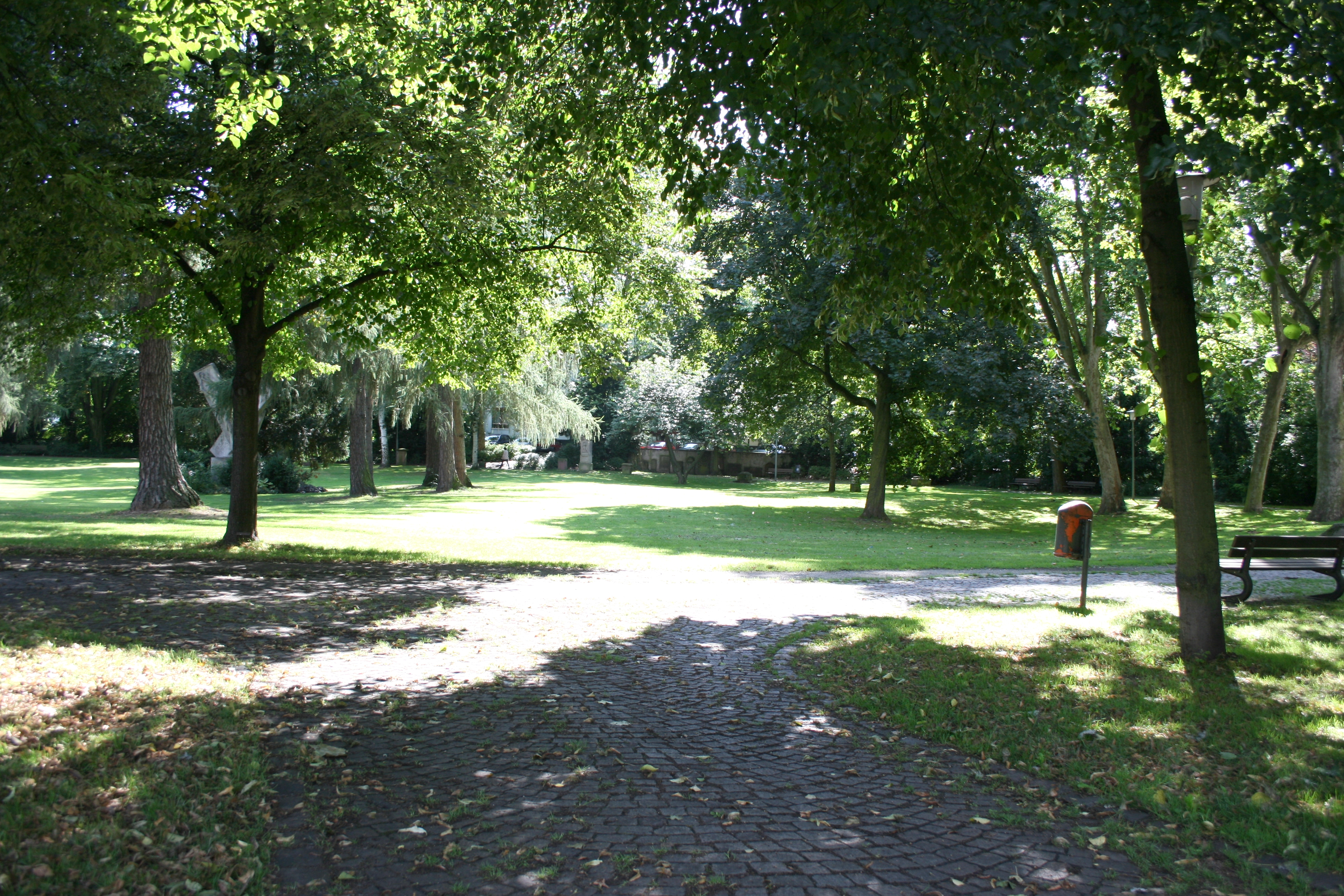
Heutiger Zustand, Ansicht von Norden

Er wurde Ende des 16. / Anfang des 17. Jahrhunderts westlich der Stadtbefestigung in unmittelbarer Nähe des Frankfurter Tores und des Kanaltores für die Bewohner der 1597 gegründeten und mit Niederländern und französisch sprechenden Wallonen aufgesiedelten Hanauer Neustadt eingerichtet.
Der Name Französischer Friedhof entstand, weil etwa hundert Meter nördlich 1633 ein – damals – neuer Deutscher Friedhof für die Bewohner der Altstadt Hanau angelegt wurde. Zwei getrennte Friedhöfe entstanden, weil in den beiden Städten unterschiedliche Kirchen für das Begräbniswesen zuständig waren. In der Altstadt war das die Marienkirche (in der zweiten Hälfte des 17. Jahrhunderts kam dort noch die Johanneskirche hinzu), in der Neustadt die Wallonisch-Niederländische Kirche.
Veränderte hygienische Vorstellungen im 19. Jahrhundert erforderten eine Verlegung der Begräbnisstätte: Der Französische Friedhof lag nun zu stadtnah und zudem im Überschwemmungsgebiet der Kinzig. Er wurde deshalb 1846 durch den weit östlich des Nürnberger Tores gelegenen Hanauer Hauptfriedhof abgelöst. Die zahlreichen Grabmäler blieben zunächst stehen, verfielen im Laufe der Zeit teilweise und erlitten auch Verluste in den Luftangriffen des Zweiten Weltkriegs auf Hanau, so dass heute nur noch 20 Grabmäler übrig geblieben sind.
1894 wurde der aufgelassene Französische Friedhof in eine Parkanlage umgestaltet, eventuell durch Heinrich Siesmayer. Davon ist heute nichts mehr zu sehen. Es handelt sich um eine Grünfläche mit Baumbestand überwiegend aus der Zeit nach 1945. Ergänzt wurde die Anlage in der Nachkriegszeit 1958 durch ein Mahnmal gegen Unfreiheit, Diktatur und Krieg und ein weiteres für die Heimatvertriebenen aus den Deutschen Ostgebieten. Das Areal heißt heute Martin-Luther-Anlage. Direkt benachbart ist die gleichnamige Seniorenwohnanlage der Martin-Luther-Stiftung.